# Louis De Clercq

Louis De Clercq

Louis Constantin Henri François Xavier De Clercq (* 25. Dezember 1836, in Oignies, Pas-de-Calais; † 27. Dezember 1901, ebenda) war ein französischer Industrieller, Forschungsreisender und früher Fotograf des 19. Jahrhunderts.

## Leben
De Clercq stammte aus einer reichen nordfranzösischen Familie und zeigte schon seit seiner Jugend, angeregt durch die ägyptische Expedition Napoléons, Interesse an der Archäologie. 1859, nach einer Expedition nach Italien, ersuchte er beim französischen Staat nach einer Mission in den Orient. Gemeinsam mit dem Archäologen Emmanuel Guillaume-Rey wollte er die Kreuzritterburgen in Syrien untersuchen und ihnen ein Werk widmen, De Clercq sollte die Fotografien fertigen.
Über 5 Monate reisten sie zusammen durch Syrien und trennten sich nach Abschluss des Projektes im Frühjahr 1860. De Clercq hatte in der Zeit Gefallen an der Reisefotografie gewonnen und setzte die Reise danach auf eigene Kosten fort. Sie führte ihn von Jerusalem nach Ägypten und endete schließlich in Spanien.
Nach seiner Rückkehr nach Paris veröffentlichte er unter eigenem Namen und in einer Auflage von 50 Exemplaren das umfangreiche 6-bändige Werk Voyage en Orient, das 222 Kalotypien enthielt, die ursprünglich für das Werk von für Rey erstellt worden waren.
In einer späteren Veröffentlichung zog er ein Résumé dieser Reise und präsentierte sich als archäologisch interessierter Reisender, der auf eigene Rechnung gehandelt habe. Er behauptete gar, er habe die von ihm selbst gemachten Entdeckungen Rey für dessen Werk über die Architektur der Kreuzritter zur Verfügung gestellt.
Die Alben wurden ein Erfolg. Sie zeigten ein ungewöhnliches Reiseziel und sie hatten nicht, wie damals üblich, Ägypten oder das Heilige Land zum Thema. Das Konzept, die Etappen der Kreuzzüge in Fotos wiederzugeben, war beispiellos. Die Bilder selbst waren formell meisterhaft. Die Panoramaaufnahmen waren perfekt durchkonstruiert und zeigten ein ausgeprägtes Gespür für die Landschaft, das man sonst nur in den Fotografien von Greene und Teynard findet.
Er stellte das gesamte Werk 1861 bei der Société française de photographie aus. 1862 zeigte er drei Fotografien auf der Weltausstellung in London.
Von 1871 bis 1901 war Louis De Clercq Bürgermeister seiner Heimatstadt Oignies und Abgeordneter im französischen Parlament.

## Die Sammlung De Clercq

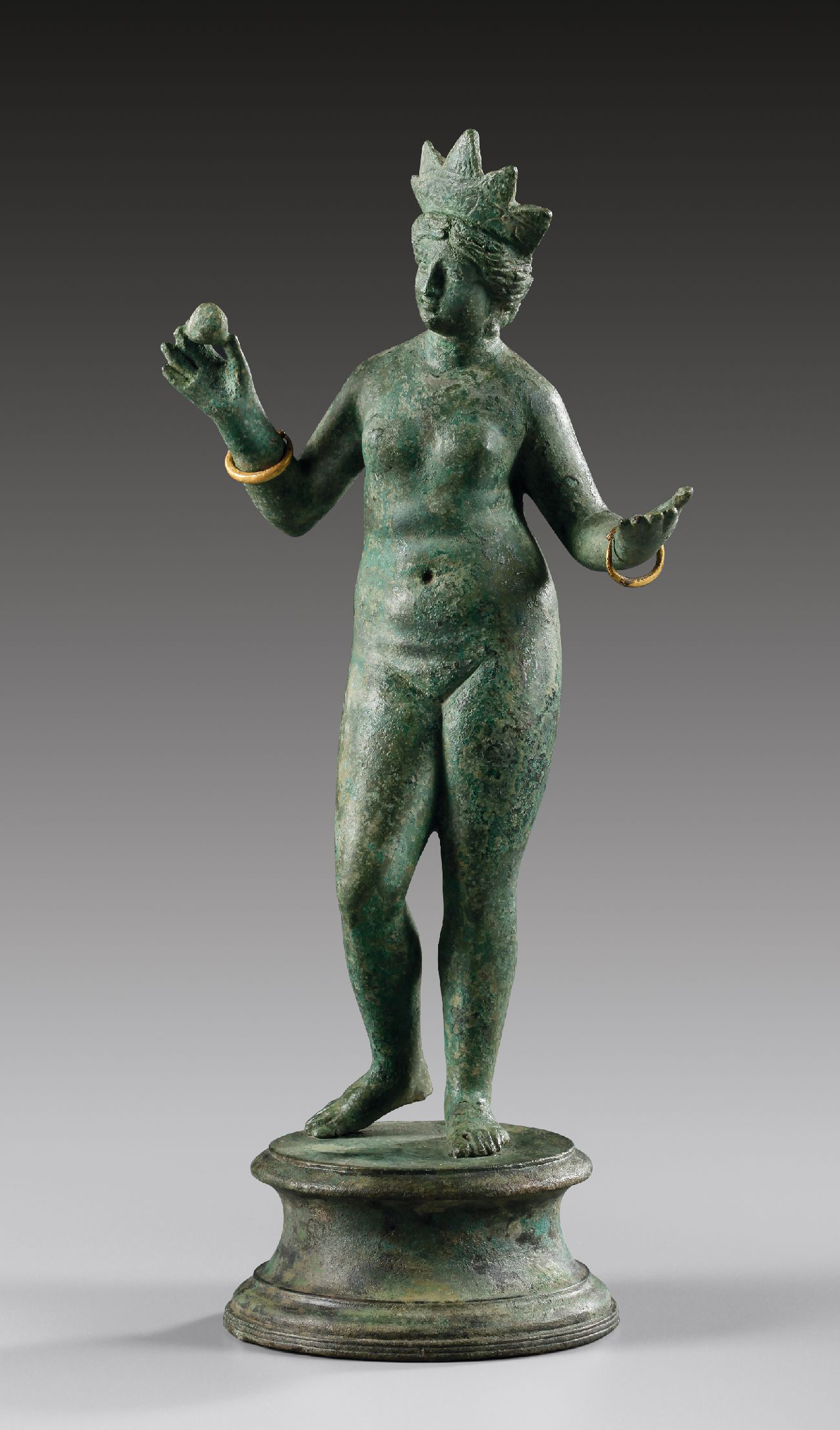
Venus aus der Sammlung De Clercq. H.: 25 cm. (Les Bronzes, 1905. Kat.-Nr. 127, Taf. 28).

Durch die Teilnahme an der Forschungsreise mit Rey und die Begeisterung für die Altertümer des Nahen Ostens, fasste De Clercq den Entschluss eine Sammlung aufzubauen. Einem im Voraus festgelegten Plan folgend entschied er, darin nur Objekte vergleichbarer Herkunft aufzunehmen. Seine Sammlung sollte durch Ausgrabungen im syrisch-phönizischen Raum gebildet werden.
Die Erwerbungen schlossen bald auch Stücke aus Mesopotamien und Zypern mit ein.
De Clercq fand in Aimé Napoléon-Antoine Péretie, Dolmetscher am französischen Konsulat in Beirut (und späterem franz. Konsul in Beirut), einen ebenfalls von Altertümern begeisterten Freund und treuen Korrespondenten vor Ort. Er stand auch in Verbindung mit den Antikenhändlern der Region, welche in seinem Namen Ausgrabungen durchführten. Alphonse Durighello, französischer Vizekonsul in Sidon, sein Sohn Edmond sowie der Antikenhändler Joseph Angelo wurden mit Péretie zu den Hauptlieferanten für seine Sammlung. Er hielt sich noch während der Jahre 1862, 1863 und dann wieder im Jahre 1893 in Beirut auf.
Der beeindruckende Umfang der Sammlung De Clercq ist dank der sieben zwischen 1885 und 1911 publizierten Bände gut dokumentiert. Sie sind das Werk von Louis De Clercq und Joachim Menant für die Antiken des alten Orients und André de Ridder für die ab 1905 erschienenen Bände.
Louis De Clercq wollte die Sammlung dem französischen Staat übereignen. Sein Wunsch wurde im Jahr 1967 durch seinen Ur-Neffen und Erben, Graf Henri de Boisgelin realisiert. Mit Beschluss vom 24. April 1968 wurden 653 Werke in die Bestände des Louvre eingegliedert. Die Abteilung für griechische, etruskische und römische Altertümer erhielt 247 Objekte aus Marmor, Terrakotta und Glas, Schmuck, sowie eine große Zahl griechischer und römischer Bronzen. Viele Stücke kamen auch an das Cabinet des Médailles. Ein Teil kam in den Handel und in weiterer Folge in andere Museen und Sammlungen der Welt.

## Veröffentlichungen
- Voyage en Orient, 1860 (6 Bände)
- L. De Clercq – J. Menant. Collection De Clercq, I, Antiquités assyriennes (Paris 1888).
- L. De Clercq. Collection De Clercq, II, Antiquités assyriennes (Paris 1903).